# Sadarpur
Sadarpur är ett underdistrikt i Bangladesh. Det ligger i den centrala delen av landet, 50 km sydväst om huvudstaden Dhaka.
Trakten runt Sadarpur består till största delen av jordbruksmark. Runt Sadarpur är det mycket tätbefolkat, med 1 135 invånare per kvadratkilometer.